# The Red Rider
The Red Rider é um seriado estadunidense de 1934, gênero Western, dirigido por Lew Landers, em 15 capítulos, estrelado por Buck Jones, Marion Shilling, Walter Miller e William Desmond. O seriado foi produzido e distribuído pela Universal Pictures, e veiculou nos cinemas estadunidenses a partir de 16 de julho de 1934.
Foi baseado em "The Redhead from Sun Dog", de W. C. Tuttle, e é uma refilmagem do filme estrelado por John Wayne Range Feud (“Estância em Guerra”), de 1931, também com Buck Jones no elenco, no papel do xerife Buck Gordon.
Em 1947, foi relançado pela Realart Pictures Inc. nos Estados Unidos.

## Elenco
- Buck Jones … "Red" Davidson
- Grant Withers … "Silent" Slade
- Marion Shilling … Marie Maxwell
- Walter Miller … Jim Breen
- Richard Cramer … Joe Portos
- Silver … Silver, cavalo de Red
- Charles K. French … Robert Maxwell
- Margaret La Marr … Joan McKee
- Edmund Cobb … Johnny Snow
- Monte Montague … Bill Abel
- Jim Thorpe … Al Abel
- William Desmond … Xerife Campbell
- Lee Beggs … Major "Soapy" Caswell
- Robert McGowan … Hubert Sund
- J. Frank Glendon
- J. P. McGowan	 ...	Scotty McKee
- King Baggot ... Homem na cidade (não-creditado)
- Charles Brinley ... Vendedor (não-creditado)

## Produção
The Red Rider foi baseado em "Redhead from Sun Dog", de W. C. Tuttle.

## Capítulos
1. Sentenced to Die
2. A Leap for Life
3. The Night Attack
4. A Treacherous Ambush
5. Trapped
6. The Brink of Death
7. The Fatal Plunge
8. The Stampede
9. The Posse Rider
10. The Avenging Trail
11. The Lost Diamonds
12. Double Trouble
13. The Night Raiders
14. In the Enemies' Hideout
15. Brought to Justice

Fonte: